# Vieques

Topografisk karta över Vieques, 1951
med stadsdelar (barrios) markerade.)

Vieques är en ö och kommun i Karibiska havet som är en del av ögruppen Puerto Rico, i nordöstra Karibien. Ön ligger tio kilometer sydost om Puerto Rico (huvudön). 
Landskapet domineras av Monte del Pirata (301 m), i väster, och Cerro Matías (138 m), i öster. Runt de centrala bergen finns vidsträckta laguner och mangroveträsk, såväl som korallrev.

## Historia
De första nybyggarna på ön var tainos. De första kolonisatörerna som anlände var fransmän, men kungen av Spanien betraktade Vieques som en del av sin domän, så fransmännen utvisades (1647). Senare anlände engelsmännen, som byggde ett fort; men 1718 fördrevs även dessa från ön. Spanien beordrade byggandet av ett fort för att skydda territoriet mot anspråk från andra europeiska nationer. 1843 grundades staden Isabel II (det nuvarande huvudstadsområdet Vieques).
När det spansk-amerikanska kriget avslutades 1898 övergick, i kraft av Parisfördraget 1898, Vieques i händerna på nordamerikanerna och sedan 1952 utgör ön en del av Puerto Rico (Estado Libre Asociado de Puerto Rico). Puerto Rico är en självstyrande associerad delstat till USA.

### Flottan på Vieque
Den amerikanska flottan hade militära övningar på Vieques. Efter att en säkerhetsvakt vid namn David Sanes dödades av en marinbomb, kämpade folk för att fördriva flottan från Vieques. Den 1 maj 2003, på grund av demonstrationerna, beordrade dåvarande presidenten i USA George W. Bush, i samförstånd med dåvarande guvernör Sila Calderón, flottan att lämna Vieques.
Den amerikanska federala regeringen säkerställde dock sin hegemoni på ön genom att överföra makt och kontroll över hela det stora territoriet (66 % av ön) till United States Fish and Wildlife Service.

## Geografi
Vieques mäter cirka 34 kilometer från öst till väst och 6 kilometer från norr till söder. Den har en yta på 348,15 kvadratkilometer och ligger cirka 13 kilometer öster om Puerto Rico. Norr om Vieques ligger Atlanten och i söder Karibiska havet. Ön Culebra ligger cirka 16 kilometer norr om Vieques, och Amerikanska Jungfruöarna ligger österut. Vieques och Culebra, tillsammans med flera små holmar, utgör de så kallade Spanska Jungfruöarna, ibland kända som "Islas del Pasaje".